# Gadella maraldi
Cá tuyết Gadella (Danh pháp khoa học: Gadella maraldi) hay còn gọi là cá tuyết là một loài cá thuộc họ Moridae trong bộ cá tuyết (Gadiformes) phân bố từ vùng nước ấm hơn ở phía đông bắc Đại Tây Dương và biển Địa Trung Hải. Tên gọi loài maraldi là để vinh danh nhà thiên văn học và nhà toán học người Pháp gốc Ý la ông Giacomo F. Maraldi (1665-1729), người còn được gọi là Jacques Maraldi.

## Mô tả
Gadella maraldi phát triển đến chiều dài tối đa 30 cm (12 in). Hàm trên của nó có hai hàng răng, hàng ngoài được tạo thành từ những chiếc răng nhỏ xen kẽ với những chiếc răng lớn đáng chú ý, cái bên trong chỉ có răng nhỏ. Vây hậu môn bắt nguồn từ phần trước của cơ thể, dưới gốc vây lưng phía trước trong khi vây ngực vượt quá nguồn gốc của vây hậu môn. Các tia sợi của vây bụng mở rộng ra một chút ngoài nguồn gốc vây hậu môn. Nó thường có màu sẫm với khoang miệng nhợt nhạt. 

## Phân bố
Gadella maraldi được tìm thấy ở vùng biển ấm hơn ở phía đông bắc Đại Tây Dương từ bờ biển phía nam Đại Tây Dương của Bồ Đào Nha đến phía tây châu Phi, giới hạn phía nam của nó ở châu Phi là không chắc chắn. Phạm vi sinh sống ở Đại Tây Dương của nó bao gồm Quần đảo Canary, Madeira và Azores. Ở biển Địa Trung Hải, nó xuất hiện từ bờ biển Tây Ban Nha và Balearics đến Biển Aegean và Biển Levantine. Nó đã được ghi nhận ở phía bắc xa như Galicia. Gadella maraldi là một loài cá có thể được tìm thấy ở độ dốc lục địa phía trên, trên các bề mặt cứng ở độ sâu từ 150–700 m, đến 368-748m ở phía đông biển Ionia. Sinh sản rất có thể xảy ra vào mùa xuân. Nó đạt được sự trưởng thành thuần thục ở chiều dài 15 cm. 